# Вендельштайн (Средняя Франкония)
Вендельштайн (нем. Wendelstein) — община в Германии, в земле Бавария.
Подчиняется административному округу Средняя Франкония. Входит в состав района Рот. Население составляет 15 763 человека (на 31 декабря 2010 года). Занимает площадь 51,08 км².

## Население
По оценке на 31 декабря 2015 года население общины Вендельштайн составляет 15 699 чел. 

| Дата      | 1840 | 1871 | 1900 | 1925 | 1939 | 1950 | 1961 | 1970 | 1987  | 2011  |
| --------- | ---- | ---- | ---- | ---- | ---- | ---- | ---- | ---- | ----- | ----- |
| Население | 2633 | 2523 | 2804 | 2868 | 3380 | 5086 | 5551 | 9754 | 13809 | 15642 |

| Год       | 1960 | 1970  | 1980  | 1990  | 2000  | 2009  | 2010  | 2011  | 2012  | 2013  | 2014  | 2015  |
| --------- | ---- | ----- | ----- | ----- | ----- | ----- | ----- | ----- | ----- | ----- | ----- | ----- |
| Население | 5721 | 10312 | 13117 | 14708 | 16101 | 15799 | 15763 | 15555 | 15596 | 15612 | 15648 | 15699 |

## Известные уроженцы
- Шаррер, Адам  (1889—1948) — немецкий писатель и драматург.